# Miss Ceará 2017
Miss Ceará 2017 foi a 56ª edição do tradicional concurso de beleza feminina de Miss Ceará, válido para o certame nacional de Miss Brasil 2017, único caminho para o Miss Universo. O concurso contou com a participação de dezesseis (16) candidatas em busca do título que pertencia modelo quixadaense Morgana Carlos. O certame é comandado desde 2014 pelas empresárias Valéria Mannarino e Gláucia Tavares, o mesmo se realizou no dia 14 de Junho no Teatro Via Sul, em Fortaleza e foi gravado, onde posteriormente, no dia 17 foi transmitido pela NordesTV. Na ocasião, sagrou-se campeã a representante da capital, Aléxia Duarte.

## Resultados

### Colocações
| Posição                 | Município e Candidata |
| Vencedora               | - Fortaleza - Alexia Duarte |
| 2º. Lugar               | - Caucaia - Yslla Joyce Garcia |
| 3º. Lugar               | - Maracanaú - Yasmin Martins |
| Finalistas              | - Cariri - Fernanda Castro - Messejana - Gabrielly Louise |
| (TOP 10) Semifinalistas | - Capistrano - Gleicy Nogueira - General Sampaio - Camila Andrade - Maranguape - Tamylle Oliveira - Quixadá - Leila Noronha - Quixeramobim - Daniela Dandara |

### Prêmio Especial
Apenas o título de "Miss Be Emotion" foi distribuído este ano:
| Prêmio          | Município e Candidata     |
| Miss BE Emotion | - Quixadá - Leila Noronha |

### Ordem dos anúncios
| 1. Messejana 2. Caucaia 3. Fortaleza 4. Cariri 5. Maracanaú 6. Maranguape 7. Capistrano 8. General Sampaio 9. Quixeramobim 10. Quixadá | 1. Maracanaú 2. Cariri 3. Messejana 4. Fortaleza 5. Caucaia | 1. Caucaia 2. Maracanaú 3. Fortaleza |  |

## Jurados
| Ajudaram a eleger a vencedora: 1. Ciro Alencar, empresário; 2. Talita Ribeiro, fisioterapeuta; 3. Melissa Gurgel, Miss Brasil 2014; 4. Liliane Veloso, da empresa "Mulher Cheirosa"; 5. Beto y Plá, diretor de eventos especiais da Band; 6. Adriana Daniele, membro da diretoria do Miss Brasil; 7. Zeilma Loiola, estilista e consultora; 8. George Régis, cirurgião plástico; 9. Ravanne Abdon, modelo; | Ajudaram a eleger as semifinalistas: 1. Melissa Gurgel, Miss Brasil 2014; 2. Guilhermino Benevides, coreógrafo da disputa. 3. Beto y Plá, diretor de eventos especiais da Band; 4. Adriana Daniele, membro da diretoria do Miss Brasil; 5. Talita Ribeiro, fisioterapeuta; |

## Candidatas
Disputaram o título este ano:
| - Araçoiaba - Larissa Batista - Capistrano - Gleicy Nogueira - Cariri - Fernanda Castro - Caucaia - Yslla Joyce Garcia - Crateús - Simone Gomes - Fortaleza - Alexia Duarte - General Sampaio - Camila Andrade - Guaraciaba do Norte - Fabielly Nascimento | - Irauçuba - Isabele Viana - Itaitinga - Alexia Castro - Maracanaú - Yasmin Martins - Maranguape - Tamylle Oliveira - Messejana - Gabrielly Louise - Paraipaba - Jéssica Almeida - Quixadá - Leila Noronha - Quixeramobim - Daniela Dandara |